# Svetopolk I. Moravski
Svetopolk I. znan tudi kot Svetopolk Veliki (češko Svatopluk I., latinsko Zuentepulc, Zuentibald, Sventopulch, Zvataplug, starocerkvenoslovansko Свѧтопълкъ, prečrkovano Svętopъłkъ, grško Σφενδοπλόκος, Sfendoplókos), je bil v letih 870–871 in 871–894  vladar Velikomoravske. Med njegovim vladanjem je država dosegla svoj največji obseg, * okoli 830, † 894.
Svetopolkova kariera se je začela v 60. letih 9. stoletja, ko je vladal v eni od moravskih kneževin pod suverenostnjo njegovega strica Rastislava. Lokacija njegove kneževine je še vedno predmet razprav zgodovinarjev. Leta 870 je Svetopolk odstavil Rastislava, vazala kralja Ludvika Nemškega, in ga izdal Frankom. V naslednjem letu so Franki Svetopolka aretirali. Po uporu Moravcev proti Frankom je bil Svetopolk osvobojen in vodil upor Moravcev do zmage nad napadalci. Mirovni sporazum z  Vzhodnofrankovsko državo, sklenjen leta 874 v Forchheimu (Nemčija), ga je obvezoval, da Frankom plačuje davek. Svetopolku je v naslednjih  kljub temu uspelo razširiti svoje ozemlje na področja izven frankovskega vpliva. Njegova vojska je leta 882 napadla celo Panonsko marko, ko je spadala v Vzhodnofrankovsko državo.
Svetopolk je vzpostavil dobre odnose s papeži in dosegel, da so bili on in njegovo ljudstvo od leta 880 urado pod zaščito Svetega sedeža. Papež Štefan V. ga je v svojem pismu iz leta 885 celo naslovil  "kralj". Zdi se, da je Svetopolk želel pomiriti nemško duhovščino, ki je nasprotovala vodenju bogoslužja v stari cerkveni slovanščini. Metodove učence je dve leti  po smrti njihovega učitelja leta 886  izgnal iz Moravske.
Svetopolkova država je bila ohlapna zveza kneževin in osvojenih ozemelj. Kraljestvo je kmalu po njegovi smrti propadlo zaradi sporov za oblast med njegovimi sinovi in vedno ostrejših pritiskov Ogrov.
Svetopolk, katerega imperij je zajemal dele ozemlja sedanje Češke, Moravske, Slovaške, Poljske in Madžarske, je bil v slovaških literarnih delih iz obdobja slovaškega preporoda v 18. stoletju občasno napačno in anahrono predstavljen kot slovaški kralj.

## Življenje

### Zgodnja leta
Fuldski letopisi omenjajo Svetopolka kot Rastislavovega nečaka. Slednji je bil drugi znani vladar Velikomoravske. Svetopolk je bil rojen najverjetneje okoli leta 840. Očetovo ime Svetimir je zapisano v Letopisu popa Dukljana s  konca 12. stoletja. Letopis je srednjeveško zgodovinsko delo, ki je bilo dolgo zavrženo kot zbirka dejstev in izmišljotin. Po nedokazanem poznejšem moravskem izročilu Tomáša Pešine iz Čehoroda (17. stoletje), ki je sestavil družinsko drevo hiše Mojmír, je bil Svetopolk sin nekega Bogislava. Po besedah Simona iz Keze je bil njegov oče Morot, poljski knez, ki si je podredil Bractari in vladal kot car Bolgarov, zasedel Crișano in se nato upokojil v Veszprému.
Zdi se, da se je Svetopolk povzpel na oblast v Velikomoravski v zgodnjih 80. letih 9. stoletja. Metodovo življenje omenja, da sta Svetopolk in njegov stric skupaj prosila bizantinskega cesarja Mihaela III., naj na Moravsko pošlje misijonarje, ki poznajo slovanski jezik. Mihael III. je izbral brata Cirila in Metoda, ki sta tekoče govorila slovansko narečje, ki se je govorilo v okolici Soluna v Grčiji. Brata sta na Moravsko prispela leta 863 in se takoj lotili poučevanja in pridiganja. Njun prevod liturgičnih besedil v staro cerkveno slovanščino je leta 867 odobril papež Hadrian II.
In zgodilo se je v tistih časih, da je slovanski knez Rastislav skupaj s Svetopolkom poslal cesarju Mihaelu odposlance iz Moravske, rekoč tako: "Z Božjo milostjo smo napredovali in k nam je prišlo veliko krščanskih učiteljev,  med njimi Italijani, Grki in Nemci, ki nas učijo na različne načine. Toda Slovani smo preprosto ljudstvo in nas nihče ne poučuje o resnici in pametno razlaga. Zato, o prijazni gospod, pošlji človeka, ki nas bo usmeril k celotni resnici.
— Metodovo življenje

### Začetek vladanja
Do leta 869, ko se je prvič pojavil v frankovskih Fuldskih  letopisih, je Svetopolk vladal v svojem "kraljestvu" (regnum) znotraj Velikomoravske. Njegov dvor je bil pri "Rastislavovem starem mestu" (urbs antique Rastizi), ki je bilo morda pri Starém Městu na Moravskem ali pri Nitri, ki je zdaj na Slovaškem. Njegov dvor je bil poistoveten tudi s Sirmijem, sedanjo Sremsko Mitrovico v Srbiji.
Svetopolkovo "kraljestvo" so leta 869 napadli in izropali Bavarci pod poveljstvom  Karlmana, najstarejšega sina Ludvika Nemškega, kralja Vzhodnofrankovske države. Rastislavovo ozemlje so istočasno napadle frankovske in alemanske čete pod vodstvom najmlajšega Ludvikovega  sina Karla Debelega. Čeprav sta se vojski kmalu umaknili, se je Svetopolk začel tajno pogajati s Karlomanom in mu izrazil svojo naklonjenost.
Ko je za pogajanja in dogovor izvedel Rastislav, naj bi pobesnel in svojemu nečaku nastavil past: povabil ga je na gostijo, kjer ga je nameraval ubiti. Svetopolk je izvedel za stričeve načrte, ga ujel in predal Karlmanu. Rastislava so pod stražo poslali na Bavarsko, Karlman pa je njegovo kraljestvo takoj pripojil k svojemu.
Svetopolk je za nagrado za Rastislavovo aretacijo dobil Karlmanovo dovoljenje, da obdrži svojo kneževino, druge dele Velikomoravske pa sta dobila v fevd frankovska mogotca Viljem in Engilšalk. Karlmanovi vojaki so ujeli Metoda, katerega je papež Hadrijan II. pred tem imenoval za nadškova Sirmija (Sremska Mitrovica, Srbija), pristojnega za ozemlje pod Rastislavovo in Svetopolkovo oblastjo. Na začetku leta 871 je Karlman aretiral tudi Svetopolka, domnevno zaradi nezvestobe. Aretacija bi lahko bila povezana z uporom Karlmanovih mlajših bratov Ludvika Mlajšega in Karla Plešastega. Moravci, prepričani da so Svetopolka ubili, so za njegovega naslednika imenovali Slavomirja iz Rastislavove vladarske rodbine.

### Obdobje do sklenitve Forchheimskega miru
Karlman je kmalu sprevidel, da so obtožbe proti Svetopolku neutemeljene, in ga izpustil iz zapora. Da bi Svetopolka navezal na svojo družino, ga je izbral za botra svojega nezakonskega vnuka, vnuk pa je dobil moravsko ime Svetopolk (nemško Zwentibold).
Svetopolk se je strinjal, da povede Karlmanovo vojsko proti Slavomirju in upornim Moravcem, vendar je po prihodu v "Rastislavovo staro mesto" izdal Bavarce in se tajno povezal z uporniki. Osvojil je vse trdnjave po Karlmanovem načrtu, potem pa zbral veliko moravsko vojsko in nepričakovano napadel tabor nič hudega slutečih Bavarcev. Moravci so ujeli veliko bavarskih vojakov, druge pa pobili in iz Velikomoravske izgnali frankovske okupatorje. Moravci so ubili tudi Karlmanova guvernerja Viljema in Engelšalka in Svetopolk je postal nesporen vladar Velikomoravske.
Oktobra 871 je Ludvik Nemški poslal proti Čehom bavarske in frankovske čete. Na pohodu so Franki  presenetili skupino Moravcev, ki so se vračali domov s hčerko češkega kneza, verjetno zato, da bi se poročila z neimenovanim moravskim magnatom. Moravci so uspeli pobegniti na varno v trdnjavo, vendar so za seboj pustili 644 popolnoma opremljenih konj. Poroka hčerke češkega kneza z moravskim mogotcem bi lahko pomenila, da je Svetopolk načrtoval sklenitev zavezništva z Čehi.
Ludvik Nemški je prepoznal hudo grožnjo,  ki jo je predstavljal Svetopolk. Zbral je veliko vojsko in leta 872 iz več smeri napadel Velikomoravsko. Maja je iz Regensburga (Nemčija) "proti moravskim Slovanom" krenila velika vojska, turinški in saški vojaki  pa so že ob prvem rečanju s sovražnikom pobegnili. Druga vojska, sestavljena iz Frankov pod vodstvom škofa  Arna iz Würzburga in opata Sigiharda iz Fulde, je imela mešane rezultate: čeprav so se njihove sile dobro borile, je bila večina mož pobitih in le peščica preživelih se je vrnila v Vzhodnofrankovsko kraljestvo.
Tretjo vojsko  so sestavljali Bavarci in Karantanci pod Karlomanovim poveljstvom. Vojska je opustošila Velikomoravsko in prisilila Svetopolkovo vojsko na umik  v "izredno dobro utrjeno trdnjavo".  Svetopolk je kmalu zbral veliko vojsko in napadel Bavarce, ki so ostali pod poveljstvom regensburškega škofa Emriaha, da bi varovali ladje na bregu Donave.
Maja 873 je papež Janez VIII. energično ukrepal, ker je bil Metod še vedno ujetnik na Bavarskem. Karlomanu in bavarskim škofom je poslal ostra pisma in ukazal takojšnjo Metodovo osvoboditev. Zdi se, da je papežu uspelo tudi vzpostavil trajen mir med Ludvikom Nemškim  in Svetopolkom. Ludvik Nemški je po srečanju s papežem v Veroni odšel v Forchheim, kjer je po poročanju Fuldskih letopisov "sprejel Svetopolkove odposlance, ki so prišli prosit za mir". Natančna vsebina mirovnega sporazuma ni znana, a se zdi, da je šlo za kompromis: Svetopolk je bil prisiljen plačevati Ludviku Nemškemu letni davek, slednji pa je pristal, da se bo izogibal sovražnim dejanjem proti Velikomoravski. Metod, ki je medtem dobil dovoljenje za vrnitev na Moravsko, je lahko še nekaj let  opravljal svoje poslanstvo  v razmeroma mirnem okolju.

### Obdobje širjenja države
Velikomoravska se je 70. letih 9. stoletja znatno razširila. Metodovo življenje, na primer, govori o zajetju "zelo močnega poganskega kneza, iz porečja Visle" na ozemlju sedanje Poljske, v pismu salzburškega nadškofa Teotmarja okoli leta 900 pa piše, da je Svetopolk osvojil območje Nitre, ki je bilo  naseljeno pogani. Sodobno zgodovinopisje pogosto postavlja pod vprašaj trditve, da je Velikomoravska trajno priključila ogromna sosednja ozemlja. Za trajno zasedbo Malopoljske, ozemlja zahodno od Šlezije in Panonije je malo nedvoumnih arheoloških ali pisnih dokazov.
Svetopolkova  ekspanzionistična politika je bila tako uspešna morda zato, ker je bila večina zahodne Evrope med letoma 879 in 886 v primežu nenavadno divjih in obsežnih napadov Vikingov. Metodovo življenje po drugi strani neposredno povezuje Svetopolkove vojaške dosežke in Metodovo misijonarsko delo. Metod je na primer obljubil Svetopolku: če bo praznoval Petrov dan v nadškofovi cerkvi, mu bo "Bog kmalu izročil njegove  sovražnike in tako se je tudi zgodilo".
Na Svetopolkovem dvoru so se kljub temu, da je on sam prakticiral latinsko obredje, krepile spletke proti Metodu in obredju v stari cerkveni slovanščini.   Svetopolk je leta 879 poslal v Rim Janeza Beneškega, znanega nasprotnika slovanske liturgije, da bi dosegel rešitev razlik v krščanskem bogoslužju. Papež je še isto leto Metodu pisno ostro očital, da v bogoslužju uporablja staro cerkveno slovanščino. Metod je leta 880 lupaj z moravsko delegacijo odpotoval v Rim. Papež Janez VIII. je pod njegovim vplivom spremenil svoje mnenje in v pismu, po uvodnih besedah znanem kot Industriae tuae, ponovil, da naj bi maša pela v latinščini, kadar koli bi to zahtevali verniki, dovolil pa je tudi rabo slovanskega bogoslužja. Pismo je tudi potrdilo odločitev Svetega sedeža v času Rastislavove vladavine o ustanovitvi Velikomoravske nadškofije. Papež je na Svetopolkovo zahtevo nemškega Wichinga povišal v škofa Nitre, vendar je dodal, da pričakuje, da bodo novi škof in vsi kleriki v Velikomoravski poslušni Metodu, ki je ostal poglavar cerkve na Svetopolkovem ozemlju.
"Vaš predhodnik (papež Janez VIII.) je na prošnjo vojvode Zwentibalda (Svetopolka I.) postavil škofa v Wichingu (Nitra), vendar ga ni nikoli poslal v starodavno škofijo v Passau, ampak k novokrščenemu ljudstvu, ki ga je ta vojvoda v vojni premagal in iz poganstva spremenil v krščanstvo."
— Pismo salzburškega nadškofa Theotmarja in njegovih škofov sufraganov papežu Janezu IX.

### Viljemovska vojna
Ko je Karel Debeli leta 881 postal samostojen vladar Vzhodnofrankovske države, so sinovi Viljema in Engelšalka, nekoč poveljnikov bavarskih sil na Moravskem, pod poveljstvom Engelšalka II. leta 870-871 okupirali Moravsko in začeli spletkariti z več bavarskimi mogotci, da bi odstavili mejnega grofa Ariba Avstrijskega, ki ga je Ludvik Nemški imenoval za komandanta ključnega dela meje Vzhodnofrankovske države na Donavi. Aribo je zaprosil za pomoč Karla Debelega in Svetopolka in jo tudi dobil, slednjemu pa je za talca celo poslal svojega sina.
Ko je Svetopolk prejel Aribovo prošnjo, se je spomnil, "koliko hudega je s svojimi ljudmi pretrpel pod Viljemom in Engelšalkom" in napadel njuna sinova. Njegova vojska je kmalu zajela drugega Engelšalkovega sina in ga na Svetopolkov ukaz pohabila. Drugi njegovi sinovi so se umaknili z ozemlja Karla Debelega in postali možje Karlomanovega sina Arnulfa, ki je takrat vladal v Panoniji. Ko je za to izvedel Svetopolk, je k Arnulfu poslal svoje odposlance in zahteval, da mu nemudoma preda Viljemove in Engelšalkove sinove. Arnulf je zahtevo zavrnil, zato ga je Svetopolk napadel. V vojno so se vključili še Bolgari in napadli Svetopolkovo kraljestvo. Po podatkih v Salzburških letopisih so dunajsko regijo leta 881 na Svetopolkovo ali Arnulfovo pobudo napadli Ogri.
Viljemovska vojna, ki je trajala do leta 884, je povzročila opustošenje Panonije vzhodno od  reke Rabe. Nazadnje se je v vojno vmešal  tudi Karel Debeli in v Kaumbergu (Nemčija) sprejel Svetopolka za svojega moža. Svetopolk mu je moral obljubiti mir in zvestobo. Obljubil je tudi, da do svoje smrti ne bo napadel Karla Debelega, Karel pa ga je priznal za velikomoravskega  kneza. Mir med Arnulfom in Svetoplokom je bil sklenjen šele v drugi polovici naslednjega leta.
"Oni (sinovi Wiljema in Engelšalka) so zaničevali mir, ki se je ohranjal v Panoniji. Mir so porušli,  pri čemer je bila Panonija v dveh letih in pol opustošena od Rabe proti vzhodu. Sužnji in njihovi otroci so bili ubiti. Mnogo vodilnih mož je bilo ubitih, ujetih ali - kar je še bolj sramotno – pohabljenih. Odrezali so jim roko ali jezik ali genitalije in jih poslali nazaj."
—  Fuldski letopisi (leto 884)

### Zadnja leta
Metod, ki je bil verjetno  v Svetopolkovem spremstvu v Kaumbergu, je umrl leta 885. Pred smrtjo je za svojega naslednika izbral Gorazda, enega svojih od moravskih učencev. Gorazd ni ali ni mogel takoj predložiti svoje kandidature za ratifikacijo Svetemu sedežu, ker je škof Nitre Wiching takoj odhitel v Rim in papeža Štefana V. prepričal, da je Metod ignoriral ukaze papeža Janeza VIII. v zvezi s slovanskim bogoslužjem in papež je na njegovo pobudo prepovedal slovansko bogoslužje na Moravskem. Papež je Svetopolku poslal pismo Quia te zelo (Ker vnema), v katerem ga je pozval, naj razen prepovedi slovanskega bogoslužje v veroizpoved sprejme filioque (in sina) in opusti nenavadne bizantinske prakse, kot je bil na primer sobotni post. Ko so učenci to zavrnili, je dal Svetopolk Wichingu proste roke za ukrepanje proti njim. Nekatere učence so aretirali in jih nato izgnali, druge, med njimi tudi Nauma Preslavskega/Ohridskega,  pa prodali kot sužnje. Izgon Metodovih učencev z Moravske je pomenil konec slovanskega bogoslužja v Srednji Evropi. Izgnanci so našli zatočišče v Prvem bolgarskem cesarstvu, kjer so nadaljevali svoje delo. Sveti Kliment Ohridski je rekel:
"Knez pa je razumel zelo malo povedanega, saj je bil preveč popoln in skrajno bedast, da bi doumel kakršno koli božansko zadevo; vzgojen je bil na čisto barbarski način, na kratko rečeno, bil je brez kakršne koli izobrazbe, pa tudi [...], ker so ga namestniški užitki očistili vseh občutkov. Kako bi lahko človek, popolnoma odmaknjen od svetosti skromnega življenja, brez katerega se nihče ne ozira na Gospoda, kdaj prodrl v kakršna koli razmišljanja o Trojici?"
Papež je  v svojem pismu Quia te zelo Svetopolka nagovoril z "rex Sclavorum" (kralj Slovanov). Četudi sodobni Fuldski letopisi Svetopolkovega kraljevskega naslova niso priznali, ga je letopisec Regino iz Prüma v začetku 10. stoletja označil za "rex Marahensium Sclavorum" (kralj Moravskih Slovanov). Zapis je neodvisno potrdilo,  da je imel Svetopolk naslov kralja. Po Letopisu popa Dukljana iz poznega 12. stoletja je bil Svetopolk  v prisotnosti papeškega legata, kardinalov in škofov  "na polju Dalma po rimskih običajih okronan za kralja".
Leta 887 je Arnulf, Svetopolkov nasprotnik v viljemovski vojni, postal kralj Vzhodnofrankovskega  kraljestva. Svetopolkom sta se pozimi leta 890 sestala v Omuntesperchu,  katerega lokacija je še neznana. Na srečanju je Svetopolk Arnulfu prenesel sporočilo papeža Štefana V. z zahtevo, naj napada Italijo in zaščiti Sveti sedež. Po pisanju Ragina Prümskega sta vladarja sklenila sporazum, po katerem je Arnulf Svetopolku odstopil Vojvodino Češko:
"Leta Gospodovega 890 se je kralj Arnulf predal oblast nad Čehi Zwentibaldu (Svetopolku), kralju kralju moravskih Slovanov. Od takrat so Čehi med seboj izbirali svoje kralje in bili zvesti frankovskemu kralju, v kar so brez prisile privolili.  Arnulf le to storil zato, ker je potem, ko je prišel na prestol, postal dober Zwentibaldov prijatelj."
 — Regino Prümski: Chronicon, II. knjiga
Po pisanju Fuldskih letopisov je Arnulf leta 891 poslal na Moravsko delegacijo pod vodstvom mejnega grofa Ariba, da bi obnovila mirovni sporazum. Pismo mejnega grofa kaže, da se je delegacija vrnila z Moravske in da so se Moravci strinjali s podaljšanjem mirovnega sporazuma. Setopolk je kljub temu prelomil svoje obljube, zato je Arnulf leta 891 napadel Moravsko. Kralj se je najprej sestal s panonskim knezom Braslavom, ki je vladal med Savo in Dravo na ozemlju sedanje Hrvaške, in nato zbral vojsko Frankov, Bavarcevin Alemanov. V svojo vojsko je vabil tudi Ogre.  Konec 10. stoletja so otonski avtorji obtožili Arnulfa, da je v svoji želji, da bi podjarmil Moravsko, v Evropo spustil Ogre:
"Medtem ko Arnulf, najmočnejši kralj narodov, ki živi pod zvezdo Arktur, ni mogel premagati Svetopolka, moravskega vojvode, ki smo ga omenili zgoraj, pri čemer se je slednji moško boril. In - žal! - po odstranitvi zelo utrjenih ovir, za katere smo prej rekli, da jih prebivalstvo imenuje "zapore", je Arnulf na pomoč poklical narod Ogrov, pohlepnih, prenagljenih, ki se ne zavedajo vsemogočnega Boga, a dobro poznajo vsak zločin in so navdušni za umor in ropanje. Če to sploh lahko imenujemo "pomoč", saj se je nekoliko kasneje, ko je (Arnulf)  umrl, izkazala za resno nevarnost in celo za propad tistih narodov, ki živijo skupaj z narodi južno in zahodno od njih."
— Liudprand  Kremonski: Povračilo, I. knjiga
Arnulf v invaziji, ki se je začela julija 892, ni uspel poraziti  Svetopolka. Zdi se, da se je vojna proti Moravcem nadaljevala do leta 894. To je bilo leto Svetopolkove "najsrečnejše smrti", kot piše v Fuldskih letopisih. To pomeni, da je umrl v nekakšni nesreči, kakršne se dogajajo v vojni. Natančne okoliščine Svetopolkove smrti niso znane.
"Zwentibald, vojvoda Moravcev in vir vsega izdajstva, ki je s triki in zvijačami motil vse dežele okoli sebe in krožil okrog žejen po človeški krvi, je nesrečno končal in svoje može nazadnje spodbudil, naj ne bodo ljubitelji miru in naj raje nadaljujejo  v sovraštvu s svojimi sosedi."
— Fuldski letopisi (leto 894)
Simon iz Kéze je zapisal, da je Svetopolk umrl v bitki pri vasi Környe v sedanji Madžarski.

## Zapuščina
Na koncu Svetopolkovega vladanja je Velikomoravska dosegla svoj največji teritorialni obseg, po njegovi smrti pa je prenehala biti politični dejavnik v Srednji Evropi. Med moravskimi narodi so se najprej odcepili Čehi leta 895. Po pričevanju bizantinskega cesarja Konstantina VII. Porfirogeneta v njegovem delu De administrando imperio (O upravljanju imperija) je Svetopolk na smrtni pstelji svoje sinove Mojmirja, Svetopolka in Zoborja prosil, naj ostanejo enotni. Arnulf je po njegovi smrti  spodbujal nesoglasja med njimi. Velikomoravska je dokončno propadla v prvem desetletju 10. stoletja zaradi invazije Ogrov.
"Moravski knez Sfendoplokos je bil drzen in strašen do narodov, ki so bili njegovi sosedje. Ta isti Sfendoplokos je imel tri sinove in ko je umiral, je svojo državo razdelil na tri dele in svojim trem sinovom pustil vsakemu enega.  Najstarejši je bil veliki knez, druga dva pa sta mu bila podrejena. Oče jih je spodbujal, naj bodo složni, naj se med seboj ne napadajo. Ukazal je prinesti tri palice in jih povezal in dal najstarejšemu sinu, da jih zlomi. Ker sin ni bil dovolj močan, da bi jih zlomil, kij je dal najprej drugemu in nato še tretjemu sinu. Palice je nato razvezal in dal vsakemu sinu po eno. Ko jim je ukazal, naj jih zlomijo, so to zlahka opravili.  Sinovom je nato rekel: "Če ostanete povezani  v soglasju in ljubezni, boste nepremagljivi in vas nasprotniki ne bodo premagali. Če bodo med vami sovraštvo in razprtije, vas bodo vaši sovražni sosedje enega za drugim dokončno uničili."
— Konstantin VIII. Porfirogenet, De administrando imperio, 41. Poglavje
Po madžarskih legendah so Ogri dobili Svetopolkovo državo s simbolično zamenjavo: poslali so mu belega konja in sedlarja in v zamenjavo dobili nekaj zemlje, vode in trave. Slednje naj bi simboliziralo moravsko državo. Svetopolk naj bi odstopil od te "pogodbe" in se nato na begu pred Ogri utopil v Donavi. Zdi se, da legenda opisuje poganski obred sklepanja zavezništev in bi se lahko nanašala  na Svetopolkovo zavezništvo z Ogri, sklenjeno leta 894.
Zgodovinar Ryszard Grzesik pravi, da je bil vladar Menumorut, omenjen v Gesta Hungarorum, kroniki iz 13. stoletja, "poosebljenje Svetopolka  I. Moravskega".
Michael Bencsik, profesor madžarskega prava na univerzi v Trnavi, je leta 1722 trdil, da so plemstvo in celotno prebivalstvo okrožja Trencsén (Trenčin) v  Kraljevini Ogrski "Svetopolkova zapuščina, ki je svojo državo prodal Ogrom  in s tem slovaški narod v večno tlačanstvo". V odgovor je Ján Baltazár Magin, rimskokatoliški župnik v Dubnici, leta 1728 napisal najstarejšo znano obrambo slovaškega naroda. Kmalu zatem je  katoliški duhovnik Juraj Fándly dokončal slovaško zgodovino v latinščini z naslovom Compendiata historia gentis Slavae (Kratka zgodovina slovaškega naroda), v kateri je Velikomoravsko prikazal kot državo Slovakov in Svetopolka  kot njihovega kralja. Leta 1833 je pesnik Ján Hollý objavil pesnitev z naslovom Svätopluk, prvo iz serije epskih pesmi, ki govorijo o preteklosti Slovakov.

## Svetopolk v slovenski književnosti
Pripoved bizantinskega cesarja Konstantina VII. Porfirogeneta o Svetopolku, njegovih sinovih in treh palicah je povzel Anton Aškerc v Svetopolkovi oporoki, objavljeni v zbirki Balade in romance leta 1890.